# Мегаекологія
У зв'язку з введенням поняття про  глобальну екологічну кризу і шляхи виходу з неї, екологізацією всього життя людини, виникло поняття Мегаекологія (загальна екологія; нова екологія, глобальна екологія, велика екологія, панекологія).
Під мегаекологією розуміється — область знань, яка об'єднує всі науки (в тому числі і небіологічні, наприклад, соціальну екологію, екологію особи, правову екологію тощо), що мають справу з  екологічними проблемами, включаючи економічні, політичні та правові механізми та заходи, спрямовані на вирішення екологічних проблем (наприклад, технології і прийоми охорони навколишнього середовища та раціонального використання природних ресурсів). Мегаекологія, в певному сенсі, — це спосіб життя, спосіб мислення, політика і т. д.